# My Morning Jacket
My Morning Jacket — американская рок-группа исполняющая инди-рок с примесями альт-кантри, хард-рока и психоделического рока.

## История
My Morning Jacket образовались в 1998 году в Луисвилле, штат Кентукки. Группа получила своё название, когда Джим Джеймс случайно нашёл куртку, на которой были вышиты буквы «MMJ».

## Состав группы
- Jim James — соло и ритм-гитара и вокал
- Tom «Two-Tone Tommy» Blankenship — Бас-гитарист
- Patrick Halahan — Ударные
- Carl Broemel — соло и ритм-гитара, саксофон и бэк-вокал
- Bo Koster — клавиши, перкуссия и бэк-вокал

### Бывшие участники
- Johnny Quaid — гитара (1998—2004)
- Danny Cash — клавиши (2000—2004)
- J. Glenn — ударные (1998—2001)
- Chris Guetig — ударные (2001)
- Ron Kyrt - ударные (2004)

## Дискография

### Студийные альбомы
- The Tennessee Fire (май 1999)
- At Dawn (март 2001)
- It Still Moves (9 сентября 2003)
- Z (4 октября 2005)
- Evil Urges (10 июня 2008)
- Circuital (2 декабря 2011)
- The Waterfall (апрель 2015)
- The Waterfall II (июль 2020)
- My Morning Jacket (октябрь 2021)

### Концертные альбомы
- Okonokos (September 26, 2006)
- Live from Las Vegas Exclusively at the Palms (January 13, 2009)
- Celebración de la Ciudad Natal (April 18, 2009, Record Store Day 2009 exclusive)

### Сборники
- Early Recordings: Chapter 1: The Sandworm Cometh (November 2004)
- Early Recordings: Chapter 2: Learning (November 2004)
- At Dawn/Tennessee Fire Demos Package (June 2007)

### Синглы и EP
- Heartbreakin Man (May 2000)
- My Morning Jacket Does Bad Jazz (July 2000)
- We Wish You a Merry Christmas and a Happy New Year! a.k.a. My Morning Jacket Does Xmas Fiasco Style! (October 2000, US version)
- We Wish You a Merry Christmas and a Happy New Year! a.k.a. My Morning Jacket Does Xmas Fiasco Style! (December 2000, EU version)
- My Morning Jacket Does Gold Hole (January 2001)
- Совместный EP (с Songs: Ohia) (April 2002)
- Chocolate and Ice (April 2002)
- Sweatbees (November 2002; UK version)
- Sweatbees (May 2003; Australian version)
- Run Thru (November 2003)
- Acoustic Citsuoca (May 2004)
- Off the Record (EP) (October 2005)
- I’m Amazed (May 6, 2008) (#6 Billboard Triple A)

1. ↑  My Morning Jacket: Renewal from The Waterfall. pastemagazine.com (англ.). Архивировано 28 декабря 2017. Дата обращения: 24 апреля 2018.